# Boldog
Boldog es el nombre de un capitán orco en el mundo ficticio creado por el escritor británico J. R. R. Tolkien, que vivió durante la denominada Primera Edad del Sol en el conjunto de historias que conforman el legendarium del autor. Comandó una hueste compuesta por mesnadas de orcos auxiliadas por lobos que luchó contra los elfos sindar del rey Thingol de Doriath:

Boldog he sent, but Boldog was slain:
strange ye were not in Boldog's train.
Envió a Boldog, pero Boldog fue asesinado:
extraño que no estuviérais en el grupo de Boldog.
— Tolkien, 1997, «La balada de Leithian», p. 265.

## Historia
Como se dice en Las baladas de Beleriand, Boldog, un formidable capitán orco, siguiendo órdenes directas de Morgoth, lideró unas mesnadas de orcos en un gran asalto para devastar el reino de Doriath y capturar a Lúthien, la hija del rey Thingol y la reina Melian, la maia. Boldog dirigió su grupo al sur, atravesando las tierras altas de Dorthonion y penetrando a través del bosque encantado de Taur-nu-Fuin siguiendo el «camino de los orcos» hasta el paso de Anach, que corta las montañas de Ered Gorgoroth y también recorre el sombrío valle de Nan Dungortheb. Allí dónde la oscuridad de Morgoth se enfrentaba con las brumas mágicas de la Cintura de Melian, justo al este del río Mindeb, la hueste de orcos llegó hasta la frontera de Doriath. Para hacer frente a esta amenaza, Thingol reunió todo su poderío y a sus dos mejores capitanes, Beleg y Mablung. Lideró a un ejército de elfos sindar más allá de la protección de las fronteras del reino en Neldoreth (la Marca del Norte), enfrentándose personalmente con Boldog en la batalla que tuvo lugar. El rey elfo blandía su espada Aranrúth, forjada por artesanos enanos, mientras que el caudillo orco empleó una lanza de hierro que posteriormente fue usada por Mablung en «la caza del lobo». Thingol mató a Boldog, siendo su hueste completamente derrotada y sus restos empujados hasta Taur-nu-Fuin, donde fueron aniquilados.
La Batalla de la Marca del Norte culminó la serie de ataques contra Doriath por parte de diversas fuerzas de Morgoth tras su victoria en la Dagor Bragollach, la cuarta Gran Batalla de Beleriand que rompió el Sitio de Angband. Otras batallas y eventos alrededor de Doriath incluyeron la victoria de Beleg sobre una legión de orcos en Brethil, la derrota de otro ejército orco al este de Beleriand así como el triunfo de Lúthien sobre Sauron en Tol Sirion que permitió el robo de un Silmaril de la mismísima Corona de Morgoth en Angband por parte de Beren. En contraste con la victoria en la Dagor Bragollach, las campañas del vala contra Doriath supusieron una serie de fracasos y derrotas a manos de Thingol y sus fuerzas, logrando estas convertirse en una fuerza de inspiración y esperanza para los pueblos libres de Beleriand.
Los detalles del ataque de Boldog se encuentran diseminados por numerosos escritos y versiones de textos pero no fue incluido en El Silmarillion tal y como lo publicó Christopher Tolkien, aun así, ningún aspecto o detalle del mismo entra en seria contradicción con la historia global, además su presencia en fuentes primarias, como se supone que es la Balada de Leithian, parecen argumentar claramente que se puede incluir este suceso como demostrado.
El mando que Boldog tenía de manera independiente sobre una hueste con objetivos tan importantes parece indicar que se encontraba por encima del resto de capitanes orcos y campeones del entorno de Morgoth. De hecho en algunas fuentes se llega a pensar que podría tratarse de un maia de un orden inferior al servicio de Melkor. Tolkien señaló que el nombre aparecía durante un período muy extenso en la Primera Edad. Consideró que ello pudo deberse a que el nombre fuese utilizado como una especie de título por diversos capitanes orcos, o bien que «boldog» pudiese describir un tipo de criatura, inferior a un maia, siervo de Morgoth, que hubiese adoptado una hröa orca. La teoría de Boldog como un maia de aspecto o forma orca se introdujo en el legendarium en un estadio relativamente tardío, no tomándose en consideración cuando se publicó El Silmarillion.